# Jean-Baptiste Joseph Boscary de Villeplaine
Jean-Baptiste Boscary de Villeplaine (1757-1827) est un agent de change qui s'est illustré sous la Révolution française en protégeant la monarchie au péril de sa vie.

## Biographie
Boscary de Villeplaine naît à Lyon le 12 juin 1757 dans la paroisse de Sainte-Croix, dernier d'une fratrie de dix enfants, de son père Jean Boscary, procureur à la cour de Lyon et de sa mère Marguerite Chol de Clercy.
À vingt ans, il rejoint son frère, de onze ans son ainé, à Paris pour le seconder dans sa compagnie d'agent de change qu'il a créée dans la capitale. En 1784, il en devient syndic mais la quitte en 1786 pour entrer dans une maison de banque la Caisse d'Escompte, future Banque de France. C'est alors que surviennent les évènements de la Révolution française. Boscary de Villeplaine est choisi le 27 avril 1789 comme commissaire à la rédaction des cahiers de doléance avant la réunion des États généraux provoquée par Louis XVI.
Il se marie en février 1792 avec la fille aînée de son frère Alexandrine Marie Boscary mais n'a pas d'enfant.
Il s'engage pendant la Révolution dans le bataillon des Filles-Saint-Thomas, dont il devient commandant en second, pour protéger le roi et sa famille contre les émeutiers. Quand le 20 juin 1792, le roi est menacé dans le palais des Tuileries, c'est le bataillon de Boscary de Villeplaine qui exfiltre la famille royale vers l'Assemblée nationale bien que ce dernier était plutôt favorable à une fuite hors de Paris en direction de Rouen. La journée du 10 août 1792, funeste à la famille royale, l'est également pour la plupart des membres du Bataillon, sauf Boscary de Villeplaine qui réussit à s'exiler en Suisse jusqu'au 9 thermidor an II (27 juillet 1794), date à laquelle il revient à Lyon dans sa ville natale.
La chute de Robespierre permet un an plus tard à Boscary de Villeplaine de reprendre sa place d'agent de change à Paris. Il reconstitue sa fortune qui lui permet en 1799 de soutenir financièrement Napoléon en achetant des rentes sur l'État qui l'enrichissent encore plus et lui permet d'acquérir en 1805 une propriété à Villeneuve-Saint-Georges dans la Brie ayant appartenu au Maréchal de Saxe puis plus tard en 1824 l'hôtel de Parabère à Paris. En 1808, il défend les intérêts de la compagnie des agents de change devant le Conseil d'État présidé par l'empereur Napoléon. En 1814, à l'époque de la reconstitution de la Garde nationale, il s'engage à nouveau malgré son âge pour défendre Paris, non pas contre des émeutiers, mais contre les alliés européens. Louis XVIII lui en sera reconnaissant plus tard en lui décernant la légion d'honneur et en l'anoblissant. 
Il décède à Paris le 28 décembre 1827 des suites d'un accès de goutte et est enterré au cimetière du Père-Lachaise.